# Gregory Nava
Gregory James Nava (San Diego, 10 de abril de 1949) es un director de cine, productor y guionista estadounidense.

## Biografía
Nava nació en San Diego, de ascendencia mexicana y vasca. Nava se graduó de  St. Augustine High School en San Diego y luego asistió a la escuela de cine en UCLA donde obtuvo un máster de Bellas Artes en 1976. En UCLA dirigió el cortometraje The Journal of Diego Rodriguez Silva (basado en la vida de Federico García Lorca), y por este trabajo, ganó el Premio a la Mejor Película Dramática en el Festival Nacional de Cine Estudiantil. Nava se casó con Anna Thomas en 1975. Colaboraron en muchos proyectos y tuvieron hijos Christopher (nacido en 1984) y Teddy (nacido en 1985) antes de separación legal en 1995. Finalmente se divorciaron en 2006. Nava se casó con Barbara Martínez en 2013.
Mientras era instructor en Moorpark College impartiendo clases de cinematografía, el primer largometraje de Nava, Las confesiones de Amans, ganó el premio a la Mejor Ópera prima en el Festival Internacional de Cine de Chicago en 1976. Posteriormente, llamó la atención de los productores de Hollywood debido al éxito de   El Norte ”, que le valió a Nava y su esposa una nominación a  Premio de la Academia, entre otros elogios, por el guion. Según el crítico de cine de 'Chicago Sun-Times' 'Roger Ebert, "' 'El Norte' 'cuenta la historia con una belleza visual asombrosa, con un melodrama desvergonzado, con una ira fermentada por la esperanza. un   Uvas de la ira  para nuestro tiempo ".
Otras colaboraciones con su esposa incluyen:  Las Confesiones de Amans,  La fuerza del destino, Mi familia así como el guion de Frida entre otras.
Nava tuvo más éxito como director en 1996 con la película Selena, protagonizada por Jennifer Lopez, que fue nominada para el Globo de Oro a Mejor Actriz. De 2003 a 2004, Nava fue productor ejecutivo de la serie de televisión "American Family: Journey of Dreams" para  PBS. También dirigió algunos episodios.
En 2006, Nava produjo, escribió y dirigió la película   Bordertown  que hizo su debut en el Festival de Cine de Berlín el 15 de febrero de 2007. La película, basada sobre hechos reales, es un thriller político sobre una serie de asesinatos no resueltos de los Feminicidios en Ciudad Juárez en Ciudad Juárez, México. Está protagonizada por Jennifer Lopez como una reportera que sigue la historia de los asesinatos. The film was shot in New Mexico and México.

## Filmografía
- The Journal of Diego Rodriguez Silva (corto) (1972)
- The Confessions of Amans (1976)
- El Norte (1983)
- La fuerza del destino (A Time of Destiny) (1988)
- Mi familia (My family) (1995)
- Selena (1997)
- A tres bandas (Why Do Fools Fall in Love) (1998)
- Frida (2002) (guion)
- Bordertown (2006)

## Televisión
- The 20th Century: American Tapestry (1999, Documentary)
- American Family (2002–2004)

## Premios y distinciones
Premios Óscar
| Año  | Categoría            | Trabajo nominado | Resultado |
| ---- | -------------------- | ---------------- | --------- |
| 1985 | Mejor guion original | El norte         | Nominado  |